# Dasylepis
Dasylepis is een geslacht uit de familie Achariaceae. De soorten uit het geslacht komen voor in tropisch Afrika.

## Soorten
- Carpotroche amazonica Mart. ex Eichler
- Dasylepis blackii (Oliv.) Chipp
- Dasylepis eggelingii J.B.Gillett
- Dasylepis integra Warb.
- Dasylepis racemosa Oliv.
- Dasylepis seretii De Wild.
- Dasylepis thomasii Obama & Breteler